# 柏崎市立田尻小学校
柏崎市立田尻小学校（かしわざきしりつ たじりしょうがっこう）は、新潟県柏崎市大字安田にある公立小学校である。

## 沿革
- 1962年（昭和37年）4月 - 田尻小学校開校（安田・田尻・平井・鏡里4校統合）[1]
- 1963年（昭和38年）
  - 5月 - 校舎一期竣工
  - 12月 - 二期竣工
- 1964年（昭和39年）2月 - 校旗樹立式
- 1965年（昭和40年）
  - 1月 - 校舎建築落成竣工式
  - 5月 - ―体育館落成竣工式
- 1966年（昭和41年）
  - 3月 - 校歌制定披露学芸会（作詞：中村千栄子、作曲：湯山昭[2]）
  - 11月 - 校門竣工式
- 1968年（昭和43年）7月 - プール竣工式
- 1980年（昭和55年）9月 - 校舎外壁改修並びに全面塗
- 1981年（昭和56年）11月 - 創立20周年記念式典
- 1988年（昭和63年）3月 - 特別教室棟工事竣工並びに校舎床全面張り替え
- 1991年（平成3年）
  - 6月 - 社会科学習指導研究発表会
  - 9月 - ―教務室拡張工事完成
- 1991年（平成3年）11月 - 創立30周年記念式典
- 1993年（平成5年）3月 - グラウンド拡張工事完成
- 1996年（平成8年）
  - 3月 - 体育館新築工事竣工
  - 10月 - 算数科学習指導研究発表会
- 2001年（平成13年）
  - 3月 - プール改築工事完了
  - 11月 - ―創立40周年記念式典
- 2002年（平成14年）4月 - 文部科学省「学力向上フロンティアスクール」指定校
- 2004年（平成16年）12月 - フロンティアスクール3年次発表会
- 2006年（平成18年）12月 - 新校舎建設工事竣工
- 2007年（平成19年）
  - 1月 - 新校舎での授業開始
  - 1月 - 新校舎竣工式挙行
  - 7月16日 - この日より15日間、避難所となる。（新潟県中越沖地震）
- 2008年（平成20年）
  - 5月 - グランド排水工事完成
  - 12月 - 英語活動等国際理解教育研究発表会
- 2009年（平成21年）12月 - 教育課程研究発表会
- 2011年（平成23年）11月 - 創立50周年記念式典

## 通学区域
- 大字半田、大字田塚（よしやぶ川の南側の区域）、大字藤井（よしやぶ川の南側の区域）、茨目1-3丁目、大字上田尻、大字茨目（信越本線と北陸高速自動車道で区画される北西の区域を除く）、大字両田尻、大字下田尻、大字安田、大字軽井川、大字佐藤池新田、大字平井、大字本条（今熊町内会の区域）[3]

## 進学先中学校
- 柏崎市立東中学校[3]

## アクセス
- 東日本旅客鉄道（JR東日本）信越本線 安田駅より2km[4]